# Motifs décoratifs de l'art perse
Les motifs ornementaux perses sont des éléments de décoration utilisés dans des arts décoratifs typiquement perses (iraniens). On en trouve une très grande variété servant à décorer les tapis persans ou les tissus de toutes sortes. Certains motifs traditionnels géométriques sont aussi repris sur les productions en céramiques exécutées de manière traditionnelle.

## Leboteh

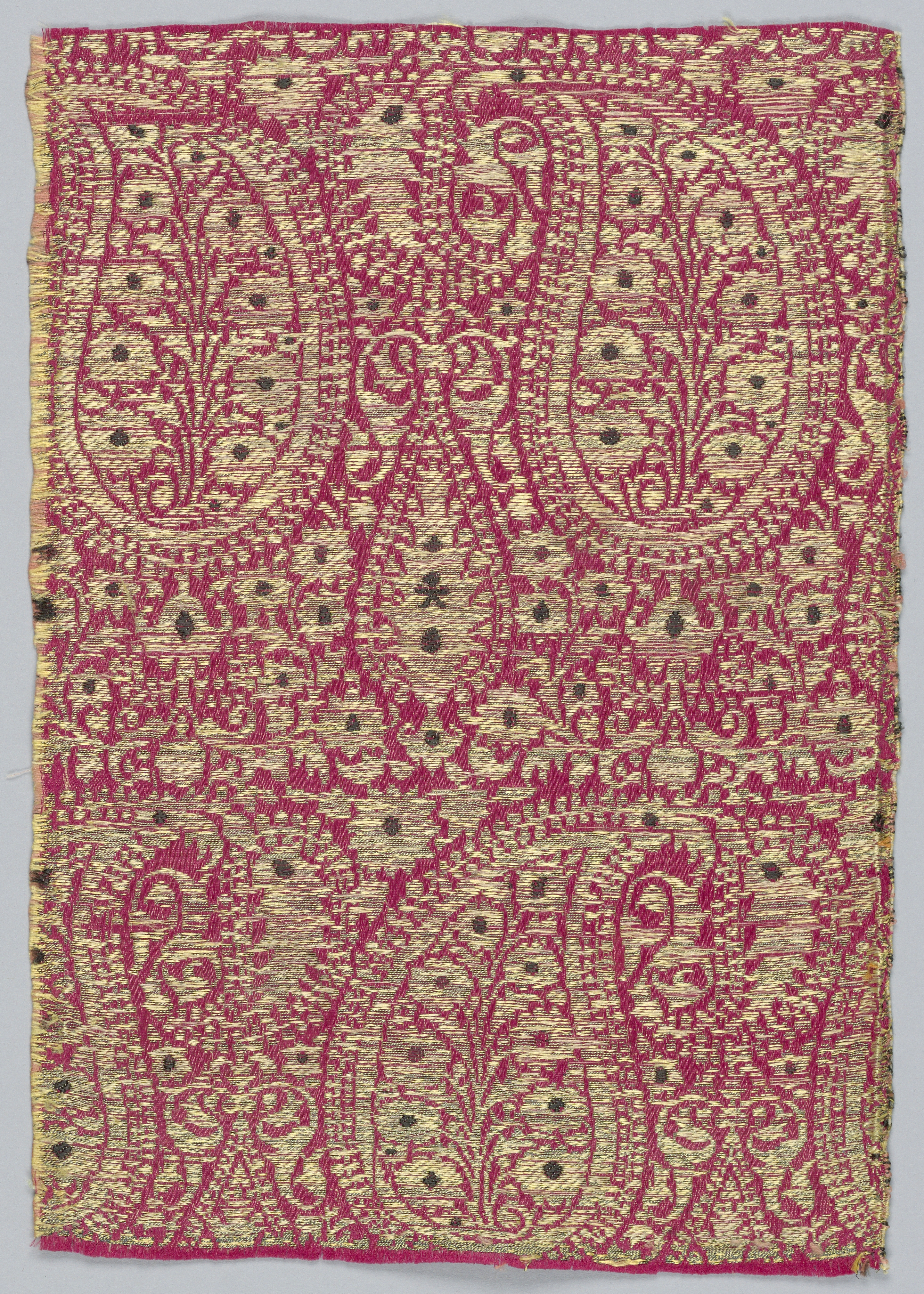
Des boteh sur un fragment de tissu iranien du XVIIIe siècle.

Le boteh évoque par sa forme une goutte ou la frondaison d'un cyprès. Certains y voient la langue de feu de Zarathoustra, une larme de Bouddha ou encore une pomme de pin ; mais ce motif devait être lié au monde floral puisque boteh signifie « bouquet de fleurs » en persan.
En fait, le boteh djegheh (بته جگه en persan) est une fleur mystique iranienne qui provient du symbole chinois du yin et du yang[réf. souhaitée]. Les fleurs de boteh vont en général par paire, représentant très souvent dans le tapis l'union de l'homme et de la femme. C'est la rose imaginaire de l'Iran, la fleur la plus romantique, le symbole de l'amour. On la retrouve sur tous les cartons depuis le XVIIe siècle, sous forme stylisée ou géométrique.
Ce motif peut être figuré en style géométrique ou curviligne.

## L'arabesque (diteislimi)
L'arabesque dite islimi est une arabesque particulière, formée d'une tige enroulée sur elle-même en spirale et terminée par des feuilles fourchues qui en prolongent les évolutions.
L'étymologie du nom du motif (aussi transcrit aslimi ou eslimi) n'est pas connue de manière sûre. Pour certains, le terme proviendrait du nom d'un shah, Selim ; pour d'autres, du nom d'un artiste miniaturiste, Aslim. D'autres encore y voient une référence à un serpent, à une branche ou à une pousse à cause de sa forme.

## La palmette
La palmette est un motif floral antique inspiré des feuilles en éventail du palmier ou bien du lys. Elle est réinterprétée à partir du XVIe siècle par les artistes de la cour séfévide. Ces réinterprétations voient la naissance de palmettes aux formes plus riches : fermées, en bouton de forme plus allongée, « flamboyantes », en fleur, arrondies, à corolle ouverte et effrangée, à pétales foisonnants.
On peut aussi les trouver reliées par des sarments curvilignes et agrémentées de feuilles falciformes sur les décors de tapis persans.

## La rosette

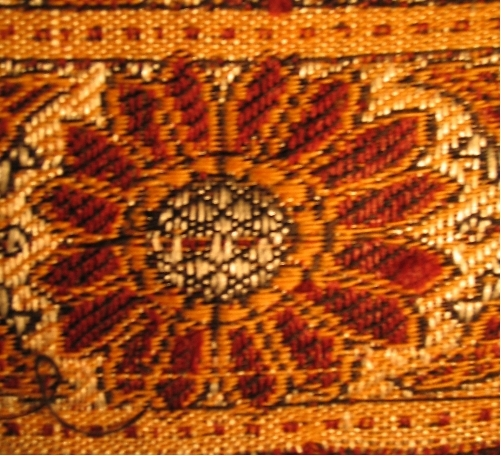
Une rosette sur une pièce de tissu persan.

C'est un motif en forme de fleur, parfois très ressemblant avec la représentation du lotus que l'on peut trouver en Égypte.

## Legul
C'est un petit médaillon géométrique de forme octogonale, hexagonale ou rhomboïdale, au contour diversement souligné (dentelé, polylobé, rectiligne, à crochets), divisé en quatre parties de couleurs différentes agrémentées à l'intérieur de motifs géométriques plus petits.
Les origines de ce motif sont très anciennes et doivent être d'inspiration florale puisque gol signifie « fleur » en persan.

## Legul-i-bulbul
Le style gul-i-bulbul (rose et rossignol) est une expression d'origine persane, utilisée pour désigner un style de décoration caractérisé par des motifs végétaux où sont présents, mais de manière non nécessairement exhaustive, des roses et des rossignols.

## L'hérati
Motif qui se développe à partir du XVIe siècle, il doit son nom à son origine probable : Herat. C'est une composition complexe d'éléments floraux : quatre fleurs (ou quatre palmettes) encadrant un élément rhomboïdal avec une fleur au centre et quatre feuilles en formes de croissant évoquant de petits poissons (on appelle ses formes mahi, signifiant « poisson » en persan).
Ce motif donne lieu à une très grande variété d'interprétations, d'inspiration plus ou moins naturaliste, géométrique ou curviligne.

## Letchintamani

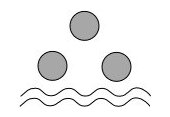
Le tchintamani, un motif traditionnel de l'Asie centrale.

C'est un motif inspiré d'un symbole très ancien, qui est formé de trois petits disques disposés en triangle placés au-dessus de deux lignes ondoyantes.
Certains y voient une forme dérivée du blason de Tamerlan, d'autres un ancien symbole bouddhique, d'autres encore une imitation de la peau du léopard, utilisé par les chamans lors de rites sacrés.

## Lemina khani
Composé de quatre fleurs arrondies semblables à une marguerite, disposées de façon à former un losange, et réunies par un sarment. Ce motif de base peut être répété de façon à former une grille florale.
Ce motif date lui aussi du XVIe siècle, mais l'incertitude est de mise quant à son lieu d'origine, Kordestan ou Khorasan. L'étymologie est, elle aussi, peu claire : Mina est un prénom féminin, mais cela pourrait aussi être selon certains le nom de la fleur représentée. Khaneh signifie « maison » en persan, il pourrait ici être employé avec la signification de « jardin ».

## Lezil-i sultan
Aussi appelé zellol sultan, c'est un motif qui apparait surtout sur les tapis persans. Il est composé d'un vase de fleurs flanqué, de part et d'autre, d'un oiseau. Il date du XIXe siècle à l'époque du prince Zellol de la dynastie Qajar.

## L'arbrewaq-waq
L'arbre waq-waq est un motif d'origine lointaine indienne. Il est représenté par un arbre dont les branches et les fruits se transforment en têtes humaines ou en animaux monstrueux criant waq-waq (« glapissement » en persan). Il est symbole du mystère de la régénération et de la vie ; il évoque l'énergie vitale libérée par l'arbre et ses grands pouvoirs divinatoires.

## Les motifs géométriques

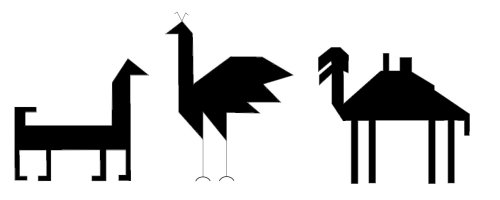
Motifs animaux d'inspiration géométrique : de g. à d. chien, coq, chameau.

Les motifs géométriques sont divers et variés et se retrouvent surtout dans les productions des tribus nomades. Ils sont souvent inspirés par la nature, qui ne représente parfois qu'une origine lointaine : étoiles, svastikas, dessins en « S », losanges à crochets, cercles.
On peut aussi trouver des animaux rendus en style géométrique, comme dans le dessin ci-contre.